# Crenella
Genre
Synonymes
- Hippagus Lea, 1833
- Myoparo Lea, 1833
- Nuculocardia d'Orbigny, 1853
- Stalagmium Conrad, 1833

Crenella est un genre de mollusques bivalves, de l'ordre des Mytiloida et de la famille des Mytilidae.

## Liste des espèces
Selon World Register of Marine Species (19 octobre 2019):
- Crenella arenaria Monterosato, 1875 ex H. Martin, ms.
- Crenella caudiva Olsson, 1961
- Crenella decussata (Montagu, 1808)
- Crenella divaricata (d'Orbigny, 1853)
- Crenella faba (O. F. Müller, 1776)
- Crenella gemma Olsson & McGinty, 1958
- Crenella magellanica Linse, 2002
- Crenella marionensis E. A. Smith, 1885
- Crenella minuta Thiele, 1931
- Crenella pectinula (Gould, 1841)
- Crenella pellucida (Jeffreys, 1859)
- Crenella pura E. A. Smith, 1890
- Crenella skomma (McLean & Schwengel, 1944)

Selon Paleobiology Database (19 octobre 2019) :

Crenella decussata - Crenella elegantula - Crenella elliptica - Crenella fenestra - Crenella glandula - Crenella gubernatoria - Crenella inflata - Crenella kannoi - Crenella latifrons - Crenella maylandensis - Crenella porterensis - Crenella santana - Crenella serica - Crenella striatocostata - Crenella subfornicata - Crenella virida - Crenella washingtonensis
Autres espèces fossiles:
- †Crenella anterodivaricata Eames, 1951
- †Crenella cucullata Deshayes[4], 1861 - Lutétien (Éocène, ère cénozoïque) - environs de Paris
- †Crenella cymbiola Vincent, 1930
- †Crenella depontaillieri Cossmann & Lambert, 1884
- †Crenella elegans Deshayes, 1861[4] - Lutétien (Éocène, ère cénozoïque) - environs de Paris
- †Crenella humilis Vincent, 1930
- †Crenella scrobiculata von Koenen, 1883
- †Crenella striatina Deshayes, 1861[4] - Lutétien (Éocène, ère cénozoïque) - environs de Paris
- †Crenella striatocostata Nagao, 1928